# Butenă
Butena, cunoscută și ca butilenă, este o alchenă cu formula C4H8. Este un gaz incolor care este prezent în petrolul nerafinat în cantități prea mici ca să poată fi extras. Butena este obținută de obicei prin cracarea în prezență de catalizator a hidrocarburilor cu catenă lungă rămase în urma rafinării petrolului. Din același proces rezultă și alți compuși, așa că butena se poate separa prin distilare fracționată.
Butena poate fi utilizată ca monomer pentru polibutenă, însă acest polimer este mult mai scump decât alte alternative cu mai puține lanțuri de carbon, cum ar polipropilena. Așadar, polibutena este utilizată de cele mai multe ori ca și copolimer (folosită împreună cu un alt polimer).

## Izomeri
Printre substanțele care au formula chimică C4H8, patru izomeri sunt alchene. Toate aceste hidrocarburi au în interiorul moleculei lor patru atomi de carbon și o legătură dublă, dar au structuri chimice diferite. Aceste butene sunt redate în următorul tabel:
| Nume IUPAC     | Nume alternativ  | Formula structurală | Reprezentare spațială | Model 3D |
| 1-butenă       | α-butilenă       |                     |                       |          |
| (Z)-2-butenă   | cis-β-butilenă   |                     |                       |          |
| (E)-2-butenă   | trans-β-butilenă |                     |                       |          |
| 2-metilpropenă | izobutilenă      |                     |                       |          |